# Idaea squamulata
Idaea squamulata är en fjärilsart som beskrevs av W. Warren 1900. Idaea squamulata ingår i släktet Idaea och familjen mätare. Inga underarter finns listade i Catalogue of Life.